# フルニエレア
フルニエレア（学名：Fournierella）は、中程度に縮閉線を描いた殻と、肩と臍の縁に結節のある強い湾曲した肋、および多かれ少なかれ断崖状の断面（切妻屋根のように腹部が両側に傾斜している）を特徴とする、後期白亜紀に生息したアンモナイトの科であるムニエリセラス科に属し、デスモセラス上科に含まれる。プセウドシュロエンバキアの亜属である可能性がある。